# 러브 (2012년 영화)
러브(愛)는 2012년 개봉한 타이완의 로맨스 영화이다.

## 캐스팅
- 서기 - 조이 팡
- 자오웨이 - 지아오-예 진
- 자오유팅 - 마크
- 펑위옌 - 카이
- 유승택 - 루
- 원경천 - 콴
- 천이한 - 리이지아
- 곽채결 - 니